# Jacob van Wassenaer Obdam
Jacob van Wassenaer Obdam ou Lord Obdam,(1610 – 13 juin 1665), Heer van Obdam, Hensbroek, Spanbroek, Spierdijk, Schoonouwen, Opmeer, Zuidwijk en Kernhem, luitenant-admiraal néerlandais du XVIIe siècle, commandant suprême de la Marine de la république des Provinces-Unies.

## Débuts militaire et politique
Il est le fils aîné du lieutenant-amiral Jacob van Wassenaer Duivenvoorde (en) et de Anna van Randerode van der Aa. Il commence sa carrière militaire en 1631. Il se marie, le 28 avril 1633 à Maarssen, à Agnes Renesse van der Aa. Il devient gouverneur de Heusden, une importante ville forteresse, et plus tard gouverneur militaire de la garnison.
En tant que membre de la noblesse hollandaise, Van Wassenaer est délégué aux États de Hollande. Il est l'un des dix membres de la ridderschap (chevalier). En 1650 lorsque le stathouder Guillaume II d'Orange meurt, il s'oppose à la désignation de son fils nouveau-né comme stathouder en titre. Il soudoie des membres de la noblesse d'autres États provinciaux en leur promettant des postes dans l'armée. Son opposition à la Maison d'Orange était basé sur le développement socio-économique et religieux: le fondement du stathouderat est basé sur la classe des artisans
qui se compose principalement de calvinistes puritains. De nombreux membres de la famille Van Wassenaer craignent encore l'oppression des catholiques.
Lorsque la première guerre anglo-néerlandaise commence en 1652, il est colonel de cavalerie. En tant que délégué aux États généraux, il soutient la faction de Johan de Witt et Cornelis de Graeff, qui propose de construire une puissante flotte professionnelle, au détriment de l'armée. Son père ayant été amiral, il est nommé représentant des États auprès de la flotte nationale, et devient ainsi responsable des relations entre les États généraux et la marine, une position qui lui confère beaucoup de pouvoir.
Vers la fin de la guerre, le commandant suprême de la flotte néerlandaise confédérée, le lieutenant-amiral Maarten Tromp, est tué à la bataille de Schéveningue. Son commandant en second, le vice-amiral Witte de With, marin courageux et compétent, n'est pas un partisan de la faction Orangiste, il est donc considéré comme politiquement fiable. Il semble tout désigné pour être le successeur naturel de Tromp. Toutefois sa rigueur fait qu'il est profondément détesté du personnel de la marine. Sa nomination risque de provoquer une révolte. Troisième dans la hiérarchie, le vice-amiral Johan Evertsen. Encore un brave et excellent marin, qui bénéficie de la sympathie des hommes d'équipage. Mais Evertsen est commandant de la flotte de Zélande, et les capitaines hollandais prendrait ombrage à être subordonnés à un homme qu'ils ont toujours considéré comme un rival. Pis, il a été un ami personnel du défunt stathouder et connu pour être un ardent partisan de la cause de Guillaume III d'Orange.
De Witt propose un candidat plus neutre le commodore Michiel de Ruyter. Mais à sa plus grande consternation Ruyter décline l'offre. De cette impasse, De Witt ne voit qu'une issue: il ordonne à Van Wassenaer de reprendre le commandement. Dans un premier temps, le colonel refuse, protestant avec véhémence qu'il n'a dans ce domaine aucune expérience, pas même celle d'un simple capitaine. Mais la pression politique étant devenue trop grande, il finit par accepter.

## Nouvelle tactique
En 1654, la marine néerlandaise a un nouveau commandant, Jacob van Wassenaer Obdam, le lieutenant-amiral de Hollande et de Frise occidentale et complet néophyte. Cet homme inexpérimenté a maintenant à résoudre le problème fondamental de la flotte néerlandaise de ce siècle : comment vaincre un ennemi équipé de navires beaucoup plus puissants.
De Witt vient juste de convaincre les États généraux de consacrer quatre millions de florins à un programme de construction de 60 nouveaux navires de guerre, mais ceux-ci, bien que plus lourds que la moyenne des navires néerlandais de la dernière guerre qui ne compte guère plus de 44 canons, et ce ne sont que des frégates, au regard des normes britanniques.
Jusque-là, lors des combats contre les galions espagnols, les Hollandais ont toujours privilégié l'attaque directe par vent favorable, en profitant de la maniabilité et de la supériorité numérique. Ou s'ils n'y parvenaient pas: en employant l'abordage et l'usage des brûlots. Contre les Britanniques ces méthodes n'ont plus court, car ils sont au moins aussi compétents dans ces tactiques offensives et possèdent bien trop de navires. Maarten Tromp a bien essayé la ligne de bataille, mais Robert Blake a à son tour si bien perfectionné la technique qu'elle est devenue la norme et fonctionne encore mieux chez les Britanniques plus disciplinés, mieux entrainés et qui tirent le meilleur profit de leurs puissants navires. Les Hollandais en sont réduits à utiliser leurs nombreux navires marchands, déjà armés pour se prémunir des pirates et corsaires.
Étudiant les instructions de combat et de navigation de Blake, Van Wassenaer y voit la solution à ce vieux problème. Maintenant que la marine professionnelle néerlandaise est en voie de création, elle sera sûrement bientôt aussi compétente que la Royal Navy. Il ne reste qu'à résoudre le problème de la puissance de feu. Pour remédier à cela, il faut commencer par abandonner la traditionnelle attitude offensive et opter pour la méthode défensive. Ensuite il réalise qu'en naviguant en ligne de bataille, sous le vent, celui-ci soufflant vers l'ennemi, les canons des navires de la Compagnie néerlandaise des Indes orientales ont une position plus élevée et par conséquent une plus grande portée. Ce même vent diminue d'autant la portée des canons ennemis et les oblige à fermer les sabords des ponts inférieurs, là où en raison de leurs poids sont rangés les canons les plus lourds. La technique mise au point par Van Wassenaer consiste donc à endommager à distance les vaisseaux ennemis et à se désengager ensuite rapidement.
Il est clair qu'il ne faut pas s'attendre à détruire complètement la flotte ennemie, mais on peut s'attendre à l'endommager suffisamment pour qu'elle ne soit pas en état de naviguer pendant un certain laps de temps. Van Wassenaer estime, qu'un petit nombre de ses navires pouvait être, eux aussi, endommagés, sans que la trésorerie des Provinces-Unies qui dispose alors de réserves bien suffisantes en souffre. En outre les chantiers de construction navale, ont la capacité d'effectuer rapidement les réparations, bien plus rapidement que les Britanniques. Cette guerre d'usure devait permettre d'avoir le dessus et ne pas porter préjudice au commerce maritime.

## Guerre du Nord
En 1655 Charles X de Suède commence une série de campagnes agressives, Première guerre du Nord, qui vise à faire de la Suède la puissance dominante de la Baltique. Les Hollandais voient cela comme une menace envers leurs intérêts vitaux. Bien qu'ils soient aujourd'hui mieux connus pour leur exploitation des Indes orientales, en fait, le commerce en mer Baltique est alors plus rentable. Aussi, pour construire les navires, la République est fortement tributaire des bois de Scandinavie et pour nourrir sa population essentiellement urbaine, tributaire des grains polonais.
Lorsque Charles tente de conquérir la Pologne, les Provinces-Unies appuient la rébellion et, en 1656, envoient Van Wassenaer avec une flotte pour soulager Dantzig. En 1657 Van Wassenaer fait le blocus de Lisbonne et capture quinze navires de la flotte portugaise du sucre. Mais en 1658 quand il retourne dans la Baltique, la situation est devenue encore plus critique. Après le demi échec de sa campagne de Pologne, Charles a tourné son attention sur le Danemark et a envahi le Jutland. Il a ensuite fait la paix avec Frédéric III de Danemark mais la rompt traîtreusement quelques semaines plus tard pour tenter vainement de prendre d'assaut Copenhague. Commence alors le siège de la capitale danoise, la dernière partie du royaume de Frédéric encore sous son contrôle.
Après de longues délibérations aux États généraux, il est décidé d'envoyer toute la flotte néerlandaise disponible avec une armée de mercenaires pour soulager les Danois. Le 8 novembre 1658, à la bataille de l'Öresund, la flotte hollandaise inflige une cuisante défaite aux navires suédois. Malgré ce succès Van Wassenaer est beaucoup critiqué. Pendant que Witte de With se faisait tuer dans une attaque de l'avant-garde, Van Wassenaer qui commande le centre à bord du navire-amiral Eendragt est resté totalement passif, apparemment fidèle à sa doctrine, se contentant de maintenir les Suédois à distance. En fait, il souffre à ce moment-là d'une attaque de goutte et a laissé le commandement à son capitaine de pavillon Egbert Bartholomeusz Kortenaer qui devient le véritable héros de la bataille. Malgré l'ordre de l'Éléphant attribué par le roi du Danemark, les ennemis politiques de Van Wassenaer suggèrent alors que l'amiral ne souffrait pas de la goutte, mais d'un manque de nerf et aurait tout simplement paniqué. Lorsque les Néerlandais envoient une nouvelle escadre pour libérer les îles danoises, en 1659, ils en confient le commandement au vice-amiral Ruyter.

## Deuxième guerre anglo-néerlandaise
Après la Restauration en Angleterre, Charles II devient roi et espère servir ses intérêts dynastiques en faisant pression sur les États généraux, pour qu'ils nomment Guillaume III d'Orange, son neveu, stathouder.
Estimant les Néerlandais affaiblis par leurs divisions politiques, le parlement d'Angleterre est de plus en plus enthousiaste à l'idée de commencer une guerre et de prendre en charge l'empire colonial néerlandais. Pour parer à cette catastrophe, les Néerlandais tentent de corrompre Charles II, mais ils comprennent rapidement qu'il est trop faible pour résister à la pression de l'élite britannique.
En 1664 la guerre devient inévitable. En réaction, les Néerlandais commencent à agrandir leur flotte. Les navires de la guerre précédente, considérés comme obsolètes, sont remis en activité et un nouveau programme de construction est lancé la même année, bientôt suivis d'un plan officiel. Dans les années 1665-1667, huit millions de florins sont affectés à la construction de 60 gros navires, afin de remplacer complètement le noyau de la flotte. La Compagnie des Indes met à disposition ses navires de guerre. De gros navires marchands sont achetés ou loués et armés pour la guerre.
En mars 1665, les Britanniques déclarent la Deuxième guerre anglo-néerlandaise. Pour éviter un second blocus de la côte néerlandaise, Johan de Witt commande à Van Wassenaer d'attaquer la flotte britannique. Après tout, celui-ci n'a-t-il pas sous ses ordres la plus grande flotte de l'histoire des Pays-Bas ? L'amiral refuse soulignant que toute la flotte n'est pas rassemblée. En effet la flotte de la Méditerranée a été envoyée avec Ruyter, au large de la côte Ouest de l'Afrique. Seulement la moitié de la flotte est constituée de navires militaires. Le reste est très disparate, composé de navires trop vieux, ou trop récents, dont les équipages, venus de Scandinavie, de l'Europe de l'Est et d'Asie, ne sont pas suffisamment aguerris et pas au courant des techniques de la guerre moderne. Pour de Witt, la réponse est très simple : il suffit de revenir aux anciennes tactiques en attaquant la flotte britannique par surprise et par vent favorable. Devant le refus de Van Wassenaer, De Witt laisse entendre qu'après tout, il se pourrait qu'il soit vraiment un lâche.
La flotte fini par prendre la mer et bientôt intercepte un convoi britannique parti de Hambourg et en capture neuf navires marchands. Cela et loin de satisfaire De Witt, qui demande à Van Wassenaer pourquoi la flotte est encore au large des côtes hollandaises. Sera-il assez aimable d'attaquer immédiatement la flotte britannique ?
Profondément offensé, l'amiral fait voile vers la côte britannique. Le 12 juin, l'ennemi est en vue. En dépit du vent favorable, Van Wassener n'attaque pas. Ses ordres sont très précis: il veut absolument s'en tenir à sa propre tactique et attaquer sous le vent dans une position défensive, pour bombarder l'Anglais à distance et décamper rapidement.
Le lendemain le vent tourne. La flotte hollandaise forme une ligne de bataille et engage l'ennemi. Mais comme prévu, elle n'est absolument pas prête à des manœuvres complexes, et perd rapidement toute cohésion. La bataille de Lowestoft se transforme rapidement en déroute. Le navire amiral Eendragt se trouve engagé dans un combat avec son homologue le HMS Royal Charles. La bataille fait rage, un boulet de canon hollandais manque de peu l'amiral britannique, qui n'est autre que James Stuart, duc d'York (et futur roi d'Angleterre). Mais le duel tourne court quand le Eendragt explose. Van Wassenaer ne figure pas parmi les cinq survivants. Un rapport indique que, juste avant l'explosion, il a été balayé par un boulet de canon britannique.
Cette cuisante défaite provoque un scandale national. Tentant d'expliquer les motifs de la défaite, Tjerk Hiddes de Vries, qui sera bientôt promu lieutenant-amiral de Frise, écrira plus tard: 
« En premier lieu Dieu Tout-Puissant a privé notre commandant suprême de ses sens - si tant est qu'il l'en avait pourvu ».
Comme tout amiral tué en action, Jacob van Wassenaer Obdam à un mémorial, dans ce cas, il s'agit un cénotaphe placé dans la vieille église de La Haye.
Son fils, également nommé Jacob van Wassenaer Obdam (le jeune) (nl), est général pendant la guerre de Succession d'Espagne. Il est le grand-père d'Unico Wilhelm van Wassenaer

## Sources
- (en) Cet article est partiellement ou en totalité issu de l’article de Wikipédia en anglais intitulé « Jacob van Wassenaer Obdam » (voir la liste des auteurs).